# Vincent Keymer
Vincent Keymer (Magonza, 15 novembre 2004) è uno scacchista tedesco, grande maestro e campione tedesco nel 2022 e 2025.

## Biografia
Ha imparato a giocare a scacchi dai suoi genitori all'età di cinque anni.
Ha ottenuto le norme di Maestro Internazionale nei tornei di Neustadt/Weinstrasse 2015, Vienna 2016 e Apolda 2017.
A partire da aprile 2018 è allenato dal Grande Maestro ungherese Péter Lékó.
Il già Campione del Mondo Garri Kasparov ha dichiarato di considerarlo un possibile futuro SuperGM.

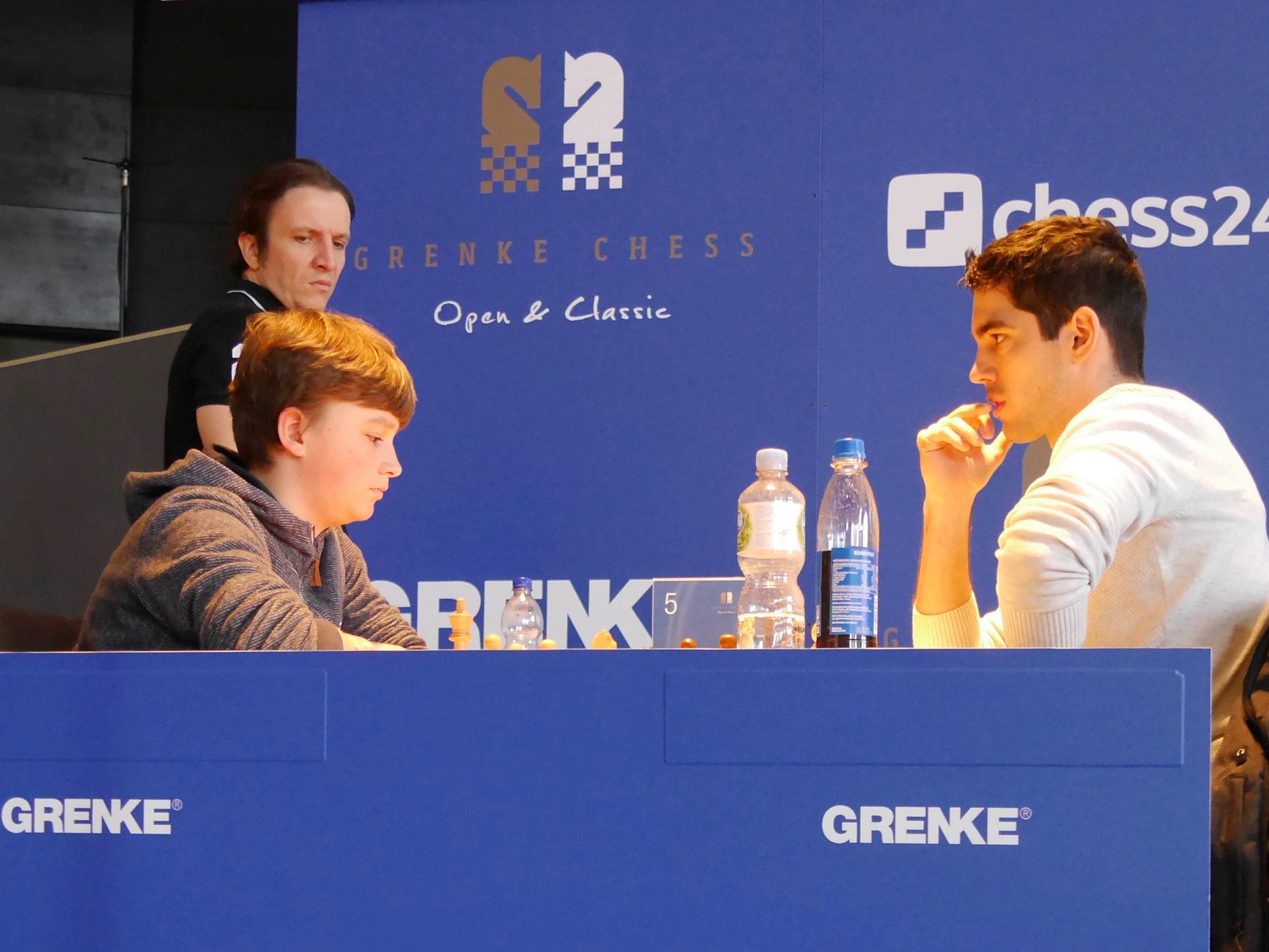
Contro Gabor Papp durante il Grenke Chess Open 2018

Nell'aprile 2018 partendo come numero 99 del tabellone ha vinto con il punteggio di 8 su 9 la sezione A del Grenke Chess Open, ottenendo la prima norma di Grande Maestro e il diritto di partecipazione all'edizione 2019 del Grenke Chess Classic.
Nel maggio 2018 con 5 punti e 1/2 su 7 giunge 3º per spareggio tecnico nel Bamberg Open.
Nel luglio 2018 ottiene la seconda norma di Grande Maestro grazie ai 7,5 punti su 10 (10º posto nell'evento) ottenuti al Xtracon Chess Open.
Nell'aprile 2019 partecipa al Grenke Chess Classic, evento che conclude ultimo tra i dieci partecipanti con 2 su 9. In luglio gioca nella sezione Master del Torneo di Biel, che lo vede chiudere, partendo come n.31 del tabellone, 15º con 6 su 9.
Nell'ottobre 2019 partecipa al torneo FIDE Grand Swiss. Con 4,5 punti su 11 ottiene la terza norma di Grande Maestro, divenendo così, a 14 anni, 11 mesi e 4 giorni, il più giovane tedesco di sempre ad ottenere il massimo titolo scacchistico.
Tra agosto e settembre 2021 prende parte al Campionato europeo individuale: chiude a pari punti (8,5/11) assieme al russo Anton Demchenko, il peggior spareggio tecnico lascia il tedesco al 2º posto.
Nell'agosto 2022 vince il Campionato tedesco di Magdeburgo con il punteggio di 7 su 9.
Nell'agosto 2024 vince a Polanica-Zdrój il 60° Rubinstein Memorial.
Nel maggio 2025 vince il Campionato tedesco di Monaco di Baviera con il punteggio di 7 su 9. In agosto vince il torneo di Chennai, il torneo individuale più competitivo da lui ottenuto, con 7 punti su 9 e con performance ELO personale di 2917. 
Nella lista FIDE, che classifica i giocatori in base al punteggio Elo, di gennaio 2024, ha un punteggio Elo di 2743 punti, che lo ha inserito al 1º posto tra i giocatori tedeschi, e 12º assoluto, questo è il suo record Elo, è il primo giocatore tedesco al ottenere il titolo di Super-GM .

### Competizioni a squadre

#### Nazionale
Nel 2015 a Karpacz ha vinto il Campionato Europeo a squadre U18 con la nazionale tedesca.
Nel novembre 2023 a Budua si è classificato secondo con la Germania al Campionato europeo a squadre di scacchi, giocando in prima scacchiera e ottenendo 5.5 punti su 9.

#### Club
Ha giocato fino alla stagione 2016/17 nella Oberliga Südwest per la SK Gau-Algesheim.
A partire dal 2018 gioca in Bundesliga per la SF Deizisau, con la quale ha, tra gli altri risultati, giocato nel 2021 in 5ª scacchiera nella prima edizione della Coppa europea per club online. La squadra ha vinto l'evento, Keymer ha ottenuto 5½ su 7 (+4 =3 -0), performance da 2812 e la medaglia d'oro di scacchiera.
Nel 2022 in Bundesliga inizia a giocare con la squadra dell'OSG Baden Baden .
Nell'ottobre 2024 Vrnjačka Banja vince con la squadra ceca del Nový Bor Chess club, la Coppa europea per club .